# Auteuil (Oise)
Auteuil is een gemeente in het Franse departement Oise (regio Hauts-de-France) en telt 535 inwoners (1999). De plaats maakt deel uit van het arrondissement Beauvais. Op 1 januari 2017 werd Auteuil uitgebreid met de per die datum opgeheven gemeente Troussures. 

## Geografie
De oppervlakte van Auteuil bedraagt 11,9 km², de bevolkingsdichtheid is 45,0 inwoners per km².
De onderstaande kaart toont de ligging van Auteuil (Oise) met de belangrijkste infrastructuur en aangrenzende gemeenten.

## Demografie
Onderstaande figuur toont het verloop van het inwonertal (bron: INSEE-tellingen).